# Pardosa jartica
Pardosa jartica är en spindelart som beskrevs av Urita, Tang och Song 1993. Pardosa jartica ingår i släktet Pardosa och familjen vargspindlar. Inga underarter finns listade i Catalogue of Life.